# Giorgio Di Centa
Giorgio Di Centa (* 7. Oktober 1972 in Tolmezzo, Friaul) ist ein italienischer Skilangläufer.

## Leben
Di Centa gewann bei der WM 2005 in Oberstdorf Silber im 30-km-Verfolgungsrennen. Seine größten Erfolge erzielte er bei den Olympischen Winterspielen 2006. Dort gewann er Gold in der Staffel und Gold über 50 km Freistil. Die Goldmedaille für den Sieg über 50 Kilometer wurde ihm bei der Abschlussfeier der Olympischen Spiele durch seine Schwester Manuela überreicht, die mittlerweile Mitglied des IOC ist.
Giorgio Di Centa ist der neun Jahre jüngere Bruder der Olympiasiegerin Manuela Di Centa.

## Erfolge

### Olympische Winterspiele
- 2002 in Salt Lake City: Silber mit der Staffel
- 2006 in Turin: Gold über 50 km, Gold mit der Staffel

### Weltmeisterschaften
- 1997 in Trondheim: Bronze mit der Staffel
- 1999 in Ramsau: Bronze mit der Staffel
- 2005 in Oberstdorf: Silber im Verfolgungsrennen

### Weltcup
- 9 Podestplätze bei Weltcuprennen
- 1 Weltcupsieg in Canmore 5. Februar 2010

### Weltcup-Statistik
Die Tabelle zeigt die erreichten Platzierungen im Einzelnen.
- 1.–3. Platz: Anzahl der Podiumsplatzierungen
- Top 10: Anzahl der Platzierungen unter den ersten zehn
- Punkteränge: Anzahl der Platzierungen innerhalb der Punkteränge
- Starts: Anzahl gelaufener Rennen in der jeweiligen Disziplin
- Hinweis: Bei den Distanzrennen erfolgt die Einordnung gemäß FIS.

| Platzierung            | Distanzrennen a | Distanzrennen a | Distanzrennen a | Distanzrennen a | Distanzrennen a | Skiathlon Verfolgung | Sprint | Etappen- rennen b | Gesamt | Team c | Team c  |
| Platzierung            | ≤ 5 km          | ≤ 10 km         | ≤ 15 km         | ≤ 30 km         | > 30 km         | Skiathlon Verfolgung | Sprint | Etappen- rennen b | Gesamt | Sprint | Staffel |
| ---------------------- | --------------- | --------------- | --------------- | --------------- | --------------- | -------------------- | ------ | ----------------- | ------ | ------ | ------- |
| 1. Platz               |                 |                 | 1               |                 |                 |                      |        |                   | 1      | 3      | 2       |
| 2. Platz               |                 |                 | 2               |                 | 2               | 1                    |        |                   | 5      | 1      | 9       |
| 3. Platz               |                 |                 | 1               |                 |                 | 1                    | 1      | 1                 | 4      |        |         |
| Top 10                 | 1               | 3               | 17              | 8               | 6               | 12                   | 4      | 7                 | 58     | 9      | 28      |
| Punkteränge            | 1               | 11              | 47              | 24              | 13              | 24                   | 14     | 15                | 149    | 9      | 31      |
| Starts                 | 1               | 28              | 78              | 36              | 13              | 25                   | 24     | 19                | 224    | 9      | 31      |
| Stand: 14. Januar 2015 |                 |                 |                 |                 |                 |                      |        |                   |        |        |         |